# У Сяосюань
У Сяосюа́нь (кит. упр. 吴小旋, пиньинь Wú Xiǎoxuán, 26 января 1958, Ханчжоу, Чжэцзян) — китайская спортсменка, стрелок, олимпийский чемпион. Первая олимпийская чемпионка в истории КНР.
У Сяюсюань родилась в 1958 году в Ханчжоу провинции Чжэцзян. В 1974 году вошла в сборную провинции, в 1981 году — в национальную сборную. В 1984 году на Олимпийских играх в Лос-Анджелесе завоевала золотую медаль в стрельбе из малокалиберной винтовки из трёх положений, став первой в истории олимпийской чемпионкой КНР.
В 1991 году У Сяосюань переехала на жительство в США.